# Dicranomyia (Caenolimonia) meconeura
Dicranomyia (Caenolimonia) meconeura is een tweevleugelige uit de familie steltmuggen (Limoniidae). De soort komt voor in het Neotropisch gebied.